# Ctenitis bigarellae
Ctenitis bigarellae är en träjonväxtart som beskrevs av Schwartsb., Labiak och Salino. Ctenitis bigarellae ingår i släktet Ctenitis och familjen Dryopteridaceae. Inga underarter finns listade.